# Argiope argentata
Argiope argentata — вид павуків-колопрядів зі всесвітньо поширеного роду Argiope. Великі, яскраво забарвлені самиці більші в декілька разів за дрібних самців. Отрута слабка, для людини безпечні. Поширені в Центральній Америці, на півдні США, на островах Карибського моря.

## Опис
Довжина тіла дорослої самиці досягає від 0,6 до 1,9 см, тоді як самець дрібний — 2,8-5,2 мм. Найменші самиці мешкають у лісах Амазонії.
Черевце самиці щитоподібне, з виразними бічними лопатями. Передня половина спинної поверхні черевця срібляста, що й надало видову назву «argentata», срібна. Задня половина з жовтувато-бурим малюнком зі сріблястими плямами. На черевній поверхні поперечна біла смуга вузька.

### Подібні види

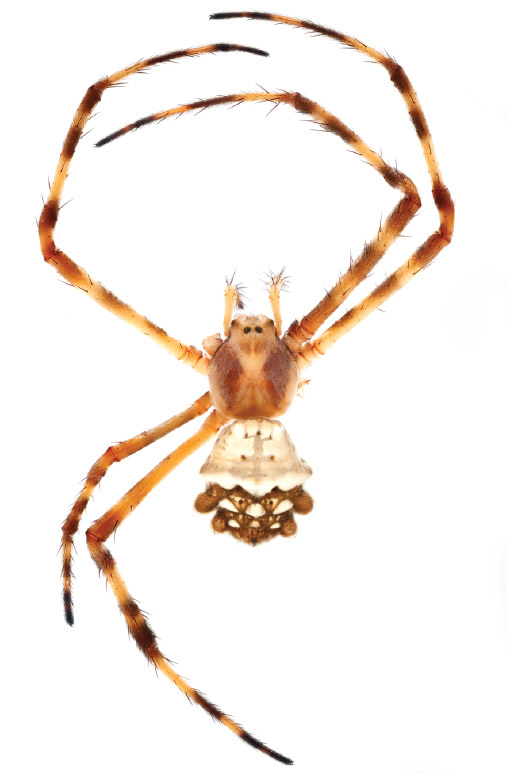
Argiope butchko

Схожий за зовнішнім виглядом на A. blanda, A. submaronica, A. floridana.
У 2016 році групою американських дослідників було описано генетичну структуру популяцій Argiope argentata в островних країнах Карибського басейну. За даними молекулярної генетики на Кубі виявлено новий вид Argiope butchko, який ані за будовою тіла, ані за формою геніталій не відрізняється від Argiope argentata.

## Спосіб життя

### Павутина
Павутина з хрестоподібним стабіліментом, іноді з дископодібним.
На павутинні Argiope argentata часто паразитує павук Argyrodes elevatus, облігатний клептопаразит.

## Розповсюдження
Центральноамериканський вид. Поширений на півдні Флориди, у Мексиці, Нікарагуа, Гондурасі, Гватемалі, Коста-Риці, на Кубі, Ямайці, Гаїті, Пуерто-Рико, в Панамі. В Південній Америці відомий від Колумбії до північних районів Чилі та Аргентини.